# رغم كل شيء (فلم 2023)
رغم كل شيء (بالإنجليزية: After Everything) هو فيلم درامي رومانسي أمريكي أصدر عام 2023، من تأليف وإخراج كاستيل لاندون، استنادًا إلى شخصيات من سلسلة روايات آنا تود. يعد الفيلم تكملة مباشرة لـفيلم بعد السعادة (2022) والجزء الخامس والأخير في سلسلة أفلام (After)، من بطولة جوزفين لانجفورد وهيرو فينيس تيفين في دور كلًا من تيسا يونغ وهاردن سكوت. وتم إصدار الفيلم في دور عرض مختارة في الولايات المتحدة في 13 سبتمبر 2023 بواسطة فولتاج بكتشرز .

## طاقم العمل
- هيرو فينيس تيفين في دور هاردين سكوت
- جوزفين لانجفورد في دور تيسا يونج
- لويز لومبارد في دور تريش دانيلز
- ستيفن موير في دور كريستيان فانس
- ميمي كين في دور ناتالي
- بنيامين ماسكولو في دور سيباستيان
- كورا كيرك في دور فريا
- روزا اسكودا في دور كات
- جيسيكا ويبر في دور مادي
- إيلا مارتين في دور نعومي
- لورا دوترا في دور بالوما
- تشانس بيردومو في دور لاندون
- كيانا ماديرا في دور نورا
- روب إستس في دور كين سكوت
- أرييل كيبيل في دور كيمبرلي
- آية إيفانوفا في دور إيمري
- كارتر جنكينز في دور روبرت
- أنطون كوتاس في دور سميث

## التصوير
تم تصوير الفيلم بسرية تامة في نفس الوقت مع الجزء السابق، كما تم الكشف عن ذلك في أغسطس 2022، في أراضي البرتغال الساحرة. دخلت الإنتاجات في عالمٍ سحري يجمع بين الفن والحقيقة، حيث تلاقت مراحل التصوير الأساسية والتطوير والإعداد والتصوير وما بعدها في رحلةٍ ملحمية لإنشاء تحفة سينمائية.

## الإصدار
منح فيلم رغم كل شيء إصدارًا مسرحيًا محدودًا في الولايات المتحدة في 13 سبتمبر 2023 بواسطة شركة فولتاج بكتشرز . أقامت شركة فاتوم إيفنتس عروضًا خاصة للفيلم في الولايات المتحدة يومي 13 و14 سبتمبر 2023  على المستوى الدولي، ثم إصدر الفيلم في بلدان أخرى بدءًا من 13 سبتمبر 2023.